# Embaixada do Brasil em Luanda
A Embaixada do Brasil em Luanda é a missão diplomática brasileira em Angola. A missão diplomática se encontra no endereço Av. Presidente Houari Boumedienne, 132 C.P. 5428 - Miramar, Luanda, Angola.